# کمندان (ازنا)
کمندان روستایی از توابع بخش مرکزی شهرستان ازنا در استان لرستان ایران است.بیشترین ساکنان این روستا از طایفه دهقانی هستند.

## جمعیت
این روستا در دهستان پاچه لک غربی قرار دارد و بر اساس سرشماری مرکز آمار ایران در سال ۱۳۸۵، جمعیت آن ۷۲۹ نفر (۱۳۶ خانوار) بوده‌است.